# Квятковская, Ирена
Ирена Квятковская (пол. Irena Kwiatkowska) — польская актриса театра, кино, радио и кабаре.

## Биография

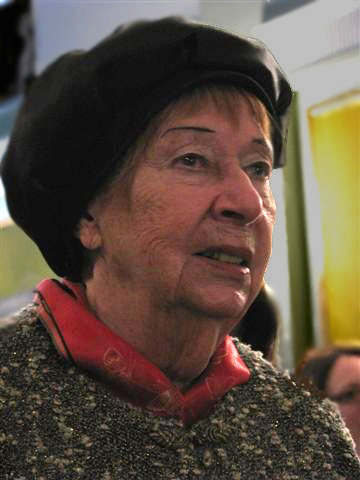
2008 год

Ирена Квятковская родилась 17 сентября 1912 года в Варшаве. Актёрское образование получила в Государственном институте театрального искусства в Варшаве, который окончила в 1935 году. Актриса театров в Варшаве, пела и играла роли в «Кабаре джентльменов в возрасте». Умерла 3 марта 2011 года в «Доме Актёра в Сколимуве» в городе Констанцин-Езёрна, похороненная на варшавском кладбище Старые Повонзки.

## Избранная фильмография
- 1945 — 2 x 2 = 4 — дамочка перед зеркалом
- 1953 — Дело, которое надо уладить / Sprawa do załatwienia — пассажирка поезда
- 1958 — Солдат королевы Мадагаскара / Żołnierz królowej Madagaskaru — Анеля Леменцкая, мать Сабинки
- 1960 — Тысяча талеров / Tysiąc talarów — Эулалия, тетя Каси
- 1962 — Клуб холостяков / Klub kawalerów — Дзюрдзюлинская
- 1963 — Почтенные грехи / Zacne grzechy — Фирлеёва
- 1965–1966 — Домашняя война / Wojna domowa (телесериал) — Зофия Янковская
- 1970 — Дятел / Dzięcioł — санитарка
- 1974–1977 — Сорокалетний / 40-latek (телесериал) — «женщина работающая»
- 1978 — Хэлло, Шпицбрудка / Hallo Szpicbródka — Маковская, буфетчица
- 1986 — Предупреждения / Zmiennicy (телесериал) — Мария Пюрецкая, мать Каси